# BioNTech
A BioNTech SE (/ˈbaɪ.ɒn.ˌtɛk/; teljes nevén Biopharmaceutical New Technologies) egy mainzi székhelyű német biotechnológiai vállalat, amely aktív immunterápiák kifejlesztésével és gyártásával betegségek betegspecifikus (személyreszabott) kezelését teszi lehetővé. Hírvívő RNS (messenger RNS, mRNS) alapú gyógyszerkészítményeket fejlesztenek egyedi rák immunterápiához, fertőző betegségek elleni vakcinaként, ritka betegségek fehérje-helyettesítő kezeléséhez; valamint módosított sejtterápiát, új antitesteket és kismolekulájú immunmodulátorokat hoznak létre rák kezelésére.
A vállalat kifejlesztett egy mRNS-alapú humánterápiás módszert, ezzel biztosítva az mRNS-alapú rák immunterápia bevonását a klinikai vizsgálatokba a saját gyártási folyamat megalapozásaként.  2020-ban a BioNTech Covid19-fertőzések megelőzésére kifejlesztett RNS vakcinája, a BNT162b2, a New York-i Pfizer Pharmaceuticals-szal tesztelési és logisztikai partnerként együttműködve, eljutott a III. fázisú klinikai vizsgálatokig az Egyesült Államokban.
2020. december 2-án elsőként az Egyesült Királyság kormánya adta meg az ideiglenes gyógyszerhatósági engedélyt (Human Medicines Regulations, HMR) a BNT162b2 oltások megkezdéséhez. Néhány nappal később a vakcinát az Egyesült Államokban, Kanadában és Svájcban is gyorsított eljárás keretében engedélyezték. Az Európai Unió gyógyszer-felügyeleti hatósága (EMA) 2020. december 21-i pozitív ajánlását elfogadva az Európai Bizottság néhány órán belül döntött a Pfizer−BioNTech koronavírus elleni oltóanyagának engedélyezéséről.

## Történelem

### Alapítás (2008–2013)
A BioNTech SE-t korábbi tudományos kutatásaik eredményeire alapozva 2008-ban az Uğur Şahin – Özlem Türeci török származású német házaspár tagjai és Christoph Huber alapította 150 millió euró kezdőtőkével.   A társaság tevékenysége során a rák immunterápiájára szolgáló technológiák és gyógyszerek fejlesztésére és gyártására összpontosít. A Strüngmann testvérek, Andreas és Thomas, valamint Michael Motschmann és Helmut Jeggle voltak a BioNTech társalapítói. 2009-ben akvizíciót hajtottak végre, és felvásárolták az EUFETS és a JPT Peptide Technologies vállalkozásokat. További akvizíciók eredményeképpen 2012-re a leányvállalatok száma a Ribologicallel, a Theracode-dal, a UniCell-lel és a Tulippal bővülve már hatra nőtt, alkalmazottaik száma pedig mintegy kettőszázra bővült. 2013-ban kockázati befektetőként résztulajdont szereztek az AptaIT bioinformatikai vállalkozásban. Ugyancsak 2013-ban lett a BioNTech alelnöke a magyar Karikó Katalin, aki korábban amerikai egyetemi kutatóként kimunkált szabadalmával szintén részese lett a Covid19-vakcina megteremtésének.

### Fejlődés (2014–2019)
2014-ben nyílt meg a Ganymed Pharmaceuticals-szal közös új iroda- és kutatóközpontjuk mintegy 10 000 négyzetméteres alapterülettel.
2014 és 2018 között publikálták az mRNS-mechanizmusokkal kapcsolatos kutatási eredményeket. 2015-től kezdődően különböző vállalatokkal és tudományos intézményekkel kötöttek együttműködési és kereskedelmi megállapodásokat. Ebben az időszakban a BioNTech több szabadalmi kérelmet nyújtott be, illetve többrétegű stratégiát dolgozott ki szellemi tulajdona megóvása érdekében mind a különböző technológiai platformok, mind a rák és más súlyos betegségek terápiás alkalmazásainak tekintetében.
2015 májusában a BioNTech partnerségre lépett a világ egyik legnagyobb gyógyszergyártó vállalatával, az  Eli Lillyvel, és ezzel 30 millió dollárt nyert, valamint az amerikai óriás partner a Cell & Gene Therapies GmbH-ba, a BioNTech egyik alvállalkozásába is bevásárolta magát, ugyancsak 30 millió dollár értékben. Egy hónapra rá a Siemensszel léptek stratégiai együttműködésre automatizált gyártókapacitás létesítése céljából. A partnerséglétesítés célja az volt, hogy  a daganatos betegségek kezelésére kifejlesztett oltóanyagokat nagyobb mennyiségben tudják előállítani. Még ugyanebben az évben, novemberben, 60 millió dollár értékben több éves együttműködési szerződést kötöttek a Sanofival. 2016 májusában a következő gyógyszergyártó óriás, a Bayer már országhatáron belülről érkezett a partneri alapon történő közös oltóanyag-fejlesztés lehetőségét keresve. Négy hónapra rá egy újabb világcég, a Roche, a tulajdonában álló Genentechen keresztül 310 millió euró értékben nyújtott finanszírozást a BioNTech részére.
2018 januárjában a társalapító Strüngmann ikrek 60 millió euróval lettek részesei egy 270 millió dolláros (Series A Financing) tőkeemelésnek, amivel továbbra is biztosították többségi tulajdonukat. Ugyanezen év augusztusában a későbbi stratégiai névpartner, a Pfizer 120 millió dollárt fektetett be egy mRNS-alapú influenza oltóanyag kifejlesztésébe, továbbá fizetési kötelezettséget vállalt további 305 millió dollár értékben az oltás sikerrel történő engedélyeztetése esetén (milestone payments).
2019 szeptemberében a BioNTech újabb tehetős fejlesztést finanszírozó partnereket nyert Bill Gates és Melinda Gates személyében. A Gates házaspár alapítványán keresztül 55 millió dollárt fektetett be a biotechnológiai vállalatba, mely befektetési összeg későbbi, hasonló feltételek mentén való, megduplázási lehetőségére is opciót kötöttek ki.

### Nasdaq IPO (2019)
2019. október 10. óta a massachusettsi Cambridge-ben található észak-amerikai központú BioNTech-et amerikai letéti részvényekként (ADS) forgalmazzák a Nasdaq Global Select Market-en BNTX néven.  A BioNTech teljes bruttó IPO (Initial Public Offering) értéke 2019 októberében 150 millió dollár volt. A cég részvényeinek értéke később, a vakcina piaci bevezetésének idejére,  az egy évvel azelőttihez képest is megháromszorozódott. 2021 januárjára, éves szinten, 35 dollárról 110 dollárra emelkedett BioNTech értékpapírjainak árfolyama, úgy, hogy közben, decemberben, a 130 dollárt is megközelítette.

## Beruházások és finanszírozás
2019 decemberében a BioNTech 50 millió euró támogatást kapott az Európai Beruházási Banktól az Európai Bizottság európai beruházási tervének részeként.
2020 júniusában a BioNTech 250 millió euróhoz jutott a szingapúri Temasek Holdings törzsrészvény- és 4 éves lejáratú kötvényvásárlásainak köszönhetően.
Ezenkívül más befektetőktől is számottevő forrásokhoz jutott zártkörű kötvénykibocsátásokkal. A fentieken túl a BioNTech az Európai Beruházási Banktól 100 millió eurót kapott az adósságfinanszírozás címén.

## Vakcinafejlesztés

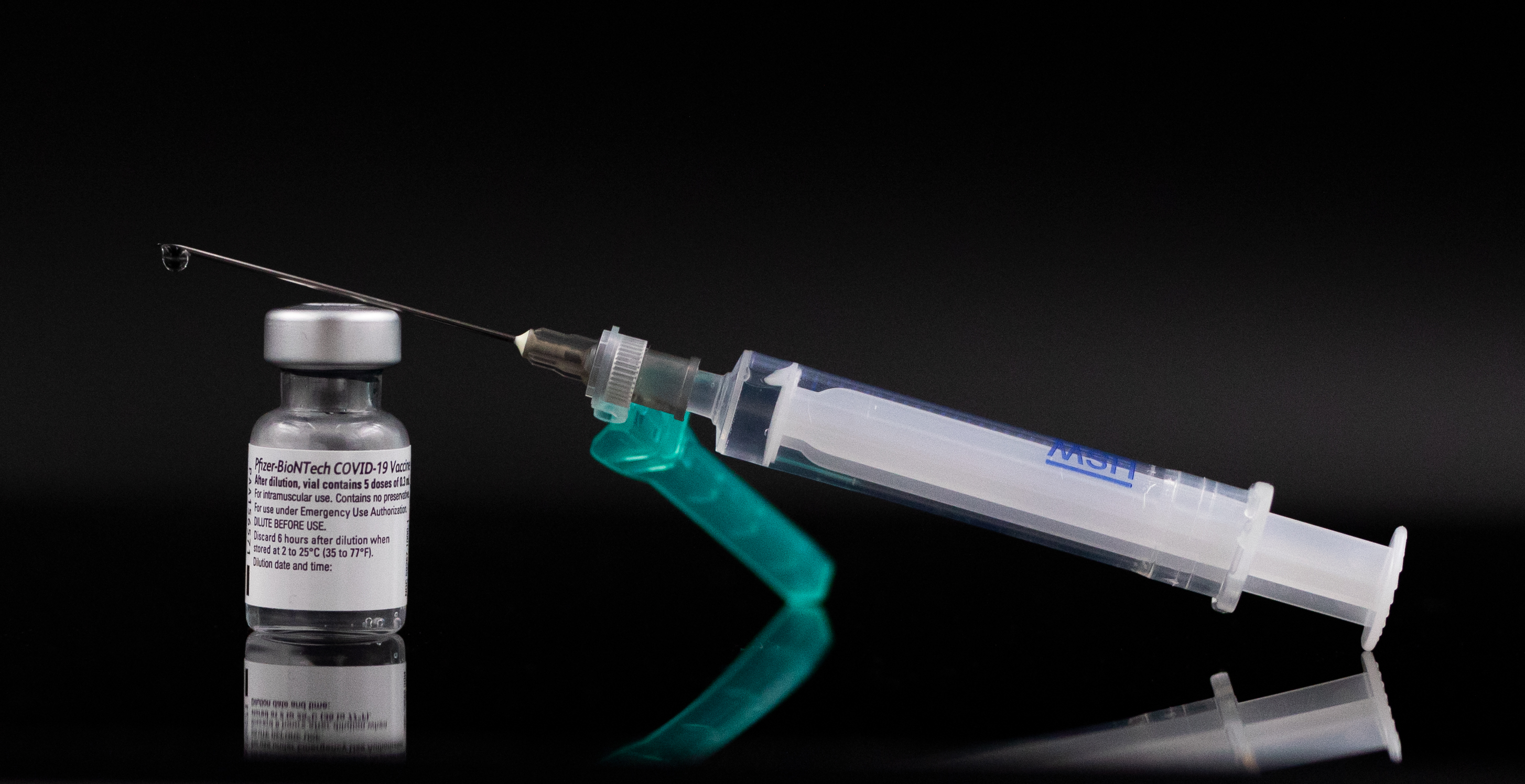
A SARS-CoV-2 humán koronavírus fertőzése ellen védettséget biztosító Pfizer-BioNTech oltóanyag egy mRNS alapú vakcina

A Covid19-vakcina új mRNS-technológiája kifejlesztésére irányuló projekt neve Lightspeed lett. A Lightspeed projekt 2020 januárjának közepén, néhány nappal a SARS-Cov-2 genetikai szekvencia első bejelentése nyomán indult útjára. Ezt követően a Tozinameran RNS vakcina kifejlesztésén a BioNTech az amerikai Pfizer  és a kínai Fosun International cégekkel működött együtt. A világon az elsőként elkészült BNT162b1 vakcina egy mRNS lipid nanorészecske készítmény volt, amely egy specifikus konformációban kódolja a SARS-CoV-2 tüskefehérje receptorkötő doménjét (RBD). A következő lépés az volt, hogy a Pfizerrel közösen végzett további klinikai fejlesztés eredményeként elkészítették a BNT162b2 vakcinát, ami már a végleges oltóanyaggá vált.
Az oltóanyag előállítását klinikai vizsgálatok követték, melyek sikeressége előfeltétele volt a forgalmazás megkezdésének.  A BioNTech és a Pfizer 2020. november 9-én jelentette be, hogy a 6 országban 43 500 emberen elvégzett vizsgálatuk eredménye igazolta, hogy a Covid19 vírus elleni vakcinájuk 90 százalékot meghaladó hatékonyságú. Ezt követően sikeres teszteredményeikre alapozva megkérték az oltóanyag engedélyezését mások mellett az Európai Unióban és az  Egyesült Államokban is.

## Vakcinaforgalmazás
A bejelentést követően a BioNTech és a Pfizer szerződést írt alá 300 millió adag SARS-CoV-2 vakcina szállítására az Európai Unióval, 120 millió adagra Japánnal, 100 millió adagra az Egyesült Államokkal és 40 millió adag szállítására az Egyesült Királysággal. Az Európai Bizottság már az engedélyezési folyamat  befejezése előtt, 2020. december 17-én, szerződést írt alá hat Covid19-vakcinát gyártó vállalattal. A megállapodás szerint egy adag Pfizer−BioNTech vakcina ára 12 euró. Ezzel öt, szintén akkor szerződést kötött versenytársa közül négynél többe kerül (Oxford/AstraZeneca: 1,78 euró; Johnson & Johnson: 8,50 euró; Sanofi/GSK: 7,56 euró; CureVacne: 10 euró), az EU-ban alig több mint 2 héttel később engedélyezett Moderna oltóanyaga viszont drágább, 18 euró.
Európában az Egyesült Királyság és Szerbia SARS-CoV-2 vakcinaengedélyezési eljárását követően az Európai Unió gyógyszer-felügyeleti hatóságának szerepét betöltő Európai Gyógyszerügynökség (EMA) is, gyorsított eljárást követően, 2020. december 21-én, rendkívüli tanácskozáson döntött a Pfizer−BioNTech koronavírus elleni oltóanyaga engedélyezéséről. Az engedélyt a forgalomba hozatalhoz az Európai Bizottságnak is meg kellett erősítenie, melyet az késlekedés nélkül, néhány órán belül meg is tett. Emer Cooke, a gyógyszer-felügyeleti hatóság igazgatója bejelentette, hogy arra a megállapításra jutottak, hogy az oltóanyag előnyei messze fölülírják a lehetséges kockázatokat. Az oltóanyag egyéves, feltételes alkalmazását engedélyezték, és szerződésük szerint a vakcinagyártó párost szigorított jogi kötelezettség terheli, miszerint a tudomásukra jutott tapasztalatokat felülvizsgálat céljából kötelesek megosztani az EMA-val. Az oltás későbbi hatékonyság-vizsgálatai során kiderült, hogy a Pfizer−BioNTech első adagjának beadását követően, a negyedik héttől, már 91 százalékkal csökken a kórházba kerülés kockázata. Idővel Pardi Norbert, Karikó Katalin kutatótársa, a Pennsylvaniai Egyetem adjunktusa egyértelművé tette, hogy a Pfizer−BioNTech oltóanyaggal már 16 éves kortól hatékonyan és biztonságosan lehet oltakozni.
Az Európai Unióban, az engedélyezést követően, 2020. december 26-án, először Magyarországon és Szlovákiában adtak be a Pfizer−BioNTechh koronavírus elleni védőoltásokat.
Az Egészségügyi Világszervezet (WHO) napokkal az EU-szintű  oltások megkezdését követően, 2020 december 31-én, hagyta jóvá a Pfizer−BioNTech koronavírus elleni oltóanyagának vészhelyzeti alkalmazását.
2021 áprilisának végére a Magyarországra érkezett Pfizer−BioNTech oltóanyagadagok száma meghaladta a 2 és félmilliót.

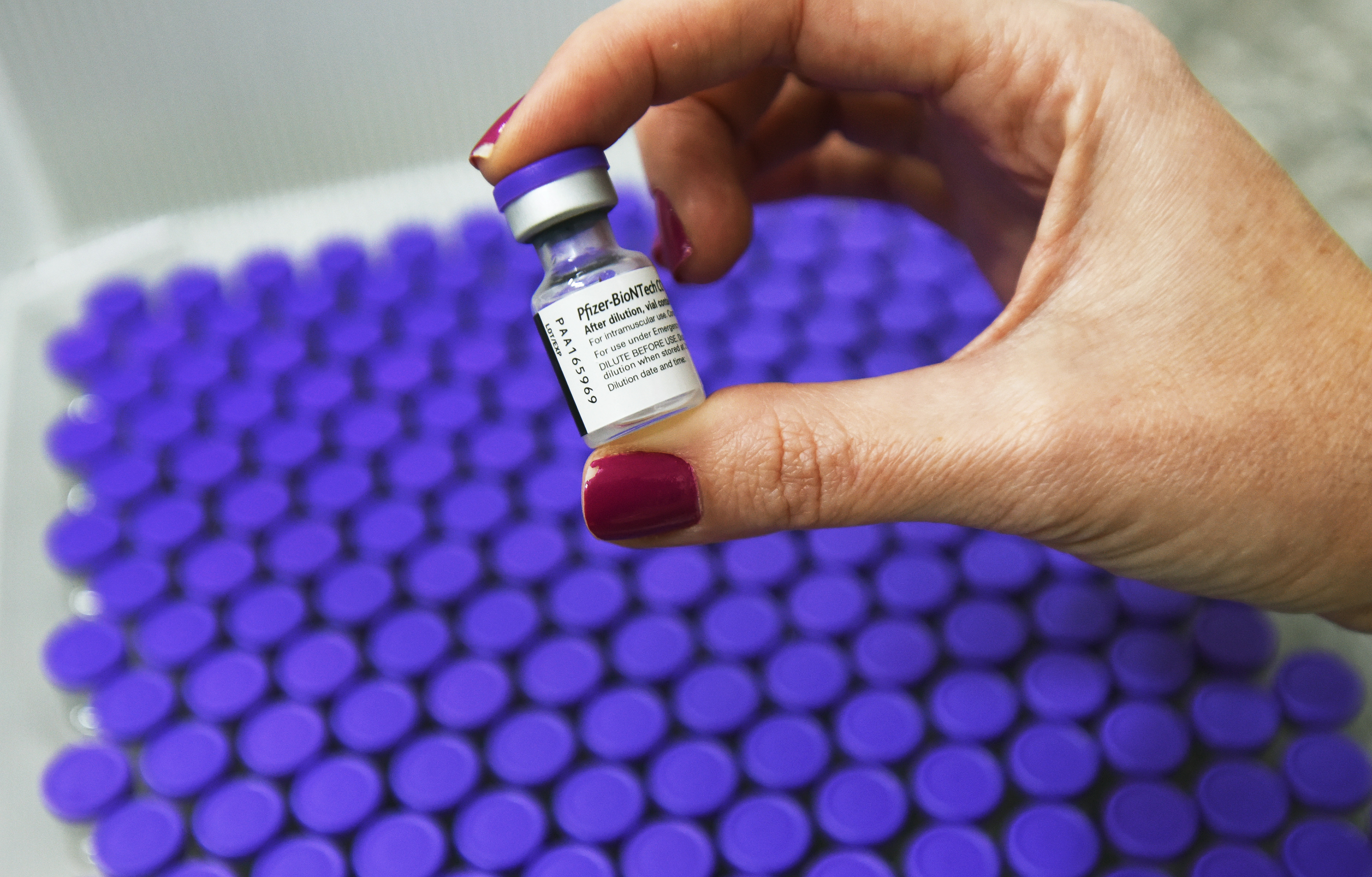
Pfizer-BioNTech Covid19 vakcina

2021. június 25-én a az amerikai élelmiszer- és gyógyszerfelügyeleti hatóság (FDA) mind a Pfizer/BioNTech, mind a Moderna vakcina leírását ritka szívgyuladás (myocarditis) kockázatára vonatkozó figyelmeztetéssel egészítette ki. A fenti időpontig már 138 millió volt azoknak az amerikai állampolgároknak a száma, akiket már kétszer beoltottak valamelyik mRNS-alapú oltás egyikével, az amerikai járványügyi hatóság (CDC) adatai szerint.  2021. augusztus 23-án az FDA a Pfizer-BioNTech koronavírus elleni oltóanyagát az összes vakcina közül elsőként minősítette át "vészhelyzeti használati fázisúból", "teljes körűen jóváhagyottá". Az Egyesült Államokban a Pfizer-BioNTech koronavírus elleni vakcina a statisztikai felmérések eredménye alapján 91 százalékos hatékonyságot mutatott. Néhány hónap múlva arról is döntést hoznak, hogy 12 évesnél fiatalabb gyermekek számára is engedélyezik-e az oltakozást. Arról is döntést hoznak, hogy bizonyos területeken kötelezővé teszik-e az oltás felvételét. Az FDA lépését azért minősítik történelminek, mert az egyik legnagyobb magánbiztosító kutatása arra az eredményre jutott, hogy az amerikai beoltatlanok 30 százaléka a végleges jóváhagyásra várt ahhoz, hogy beoltassa magát. Ez a már meglévő, 50 százalék felettii beoltottságot kiegészítve biztosítaná az országos nyájimunitást.
A Pfizer–BioNTech augusztusi tájékoztatása szerint, 2021-ben 3 milliárd adag oltóanyagot gyártanak és szállítanak ki világszerte. A Magyarországra 2021 augusztusáig leszállított oltóanyag mennyisége, ami heti rendszerességgel érkezik, meghaladta a 8 millió adagot.
2022 augusztus végén, az Egyesült Államokban, a BioNTech és a Pfizer SARS-CoV-2 omikron variáns ellen gyártott vakcináit engedélyezték emlékeztető oltásként  alkalmazni. Az amerikai élelmiszer- és gyógyszerügyi Hatóság (FDA) hozzájárult a  BA.4/BA.5 variánsokra és az eredeti vírustörzsek ellen létrehozott vakcinák forgalomba hozatalához.  A BioNTech/Pfizer vakcinájájának használatát 12 éves kortól engedélyezték.
2022 októberében a az Egyesült Államokban a BioNTech finanszírozta egy influenza és koronavírus elleni kombinált védőoltás kifejlesztését a Pfizerrel. A kutatás tesztelésében 180, legalább 18 és legfeljebb 64 év közötti önkéntest vontak be.
Az Egyesült Államok járványügyi hivatala (CDC) és gyógyszerügynöksége (FDA) 2023 januárjában közös közleményben figyelmeztetett, hogy a Pfizer-BioNTech új, emlékeztető Covid19-vakcinájával oltott 65 éves és idősebb személyeknél nagyobb valószínűséggel fordulhat elő agyvérzés az oltást követő 21 napon belül, mint az oltást követő 22-42. napon. Mivel az agyvérzés veszélyének fentiek szerinti növekedése esélyét minimálisnak látták, ezért az oltási gyakorlatban nem javasoltak változtatást.
Az FDA 2023 áprilisában visszavonta a régebbi, csak a koronavírus eredeti változatát célzó hírvivő RNS-vakcinák sürgősségi felhasználási engedélyét, egyben engedélyezte az Omicron célzott Covid19-vakcina második adagját idősebb felnőttek, valamint gyenge immunrendszerrel rendelkezők számára. Az ügynökség azt is közölte, hogy a Pfizer (PFE.N)-BioNTech (22UAy.DE) és a Moderna (MRNA.O) frissített oltásai lesznek az új elsődleges Covid-vakcinák.

### Vád és védelem
A 2020 végén történt engedélyezést követően több oltásellenes csoport a Pfizer–BioNTech-Covid19-vakcinát vádolta olyan szívproblémákért melyek sportolók halálát okozták. A Centers for Disease Control and Prevention (CDC) amerikai egészségügyi hatóság 2024. áprilisi közleményében azonban bejelentette, hogy nem találtak bizonyítékot arra, hogy az mRNS alapú Covid19-vakcina halálos szívmegállást vagy bármilyen halálos szívproblémát okozna.

## Szponzoráció
A BioNTech és a Pfizer volt a 2022-es Oscar-gála főszponzora. A szponzorálás kapcsán a gyógyszergyár páros azt hangoztatta, hogy a védőoltásuk és az emlékeztető oltásuk széles körű alkalmazása segített a Covid19-betegségek megelőzésében és az életek védelmében, melyben a filmipar is partnerük volt, avval segített, hogy népszerűsítette a vakcinákat, a maszkhasználatot és más megelőzési stratégiákat. Az Oscar-szponzoráció kapcsán látványos marketingpromóciós sikere volt a BioNTechnek az, hogy a hatalmas gyógyszergyáróriás társa, a Pfizer előtt jelenhetett meg promóciós párosuk mindenütt megjelenő névösszetételében. Ez azért volt komoly eredmény, mert ekkorra már a világ szinte minden nyelvén kikopott a "BioNTech" a vakcinamegnevezéseknél, közös készítményüket jobbára csak Pfizer néven emlegették.
A BioNTech az Oscar-gálát követően néhány nappal, 2022. április 1-én, bejelentette, hogy főszponzori szerződést köt székhelye, Mainz, futballklubjával, az 1 FSV Mainz 05 labdarúgó-egyesülettel.

## Fordítás
- Ez a szócikk részben vagy egészben  a   BioNTech című angol Wikipédia-szócikk ezen változatának fordításán alapul.  Az eredeti cikk szerkesztőit annak laptörténete sorolja fel. Ez a jelzés csupán a megfogalmazás eredetét és a szerzői jogokat jelzi, nem szolgál a cikkben szereplő információk forrásmegjelöléseként.